# Freiberger Brauhaus

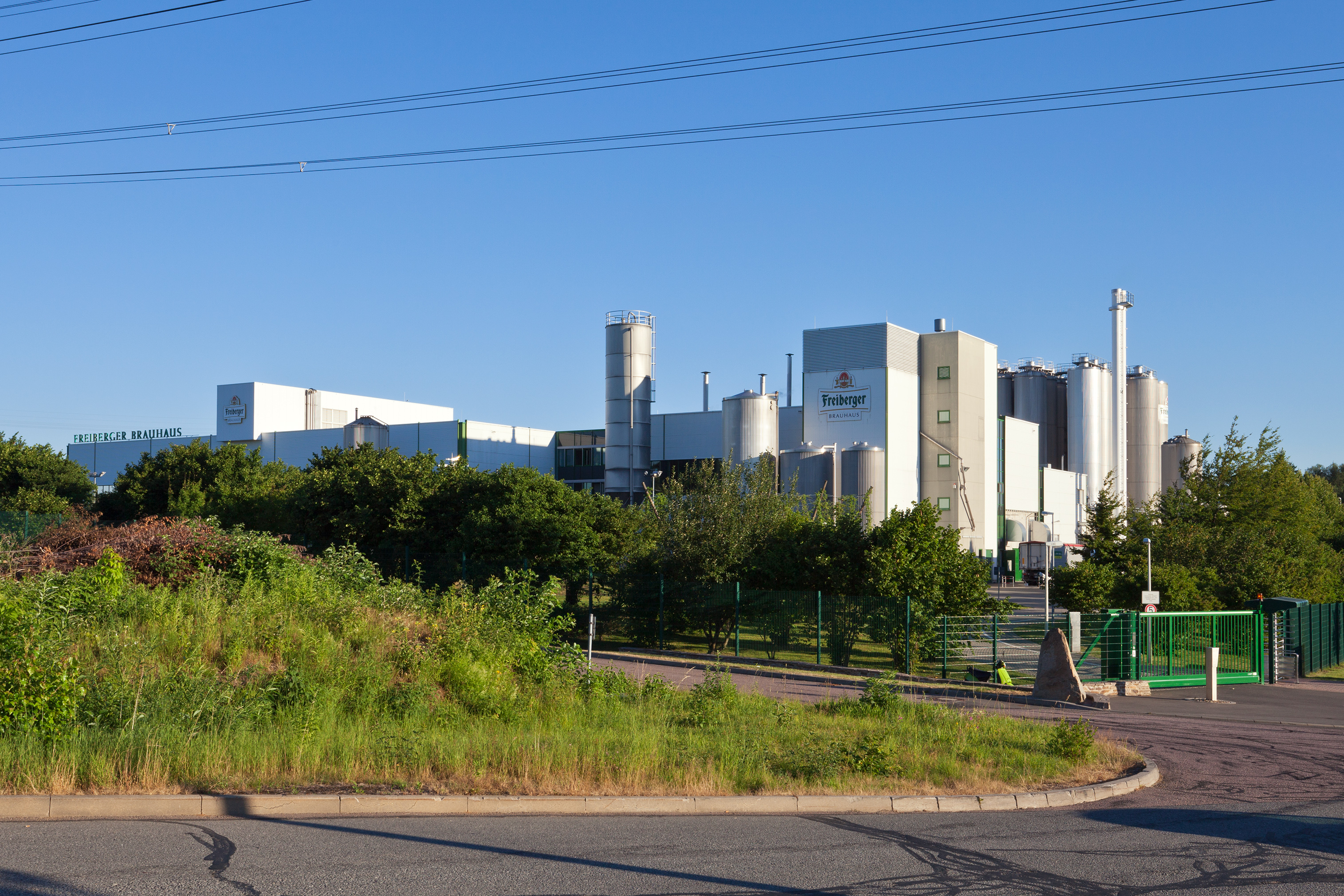
Freiberger Brauhaus

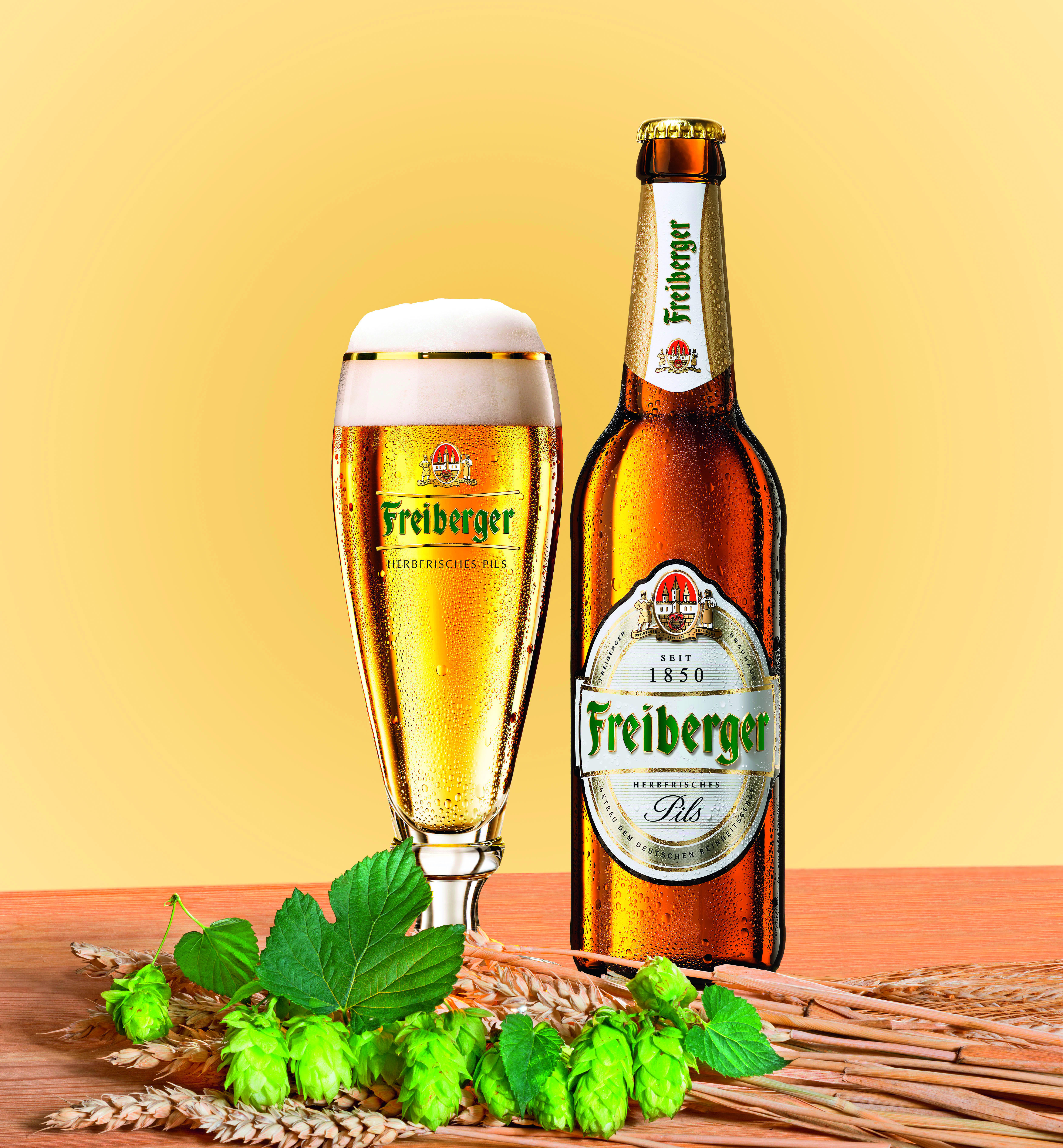
Freiberger Pils

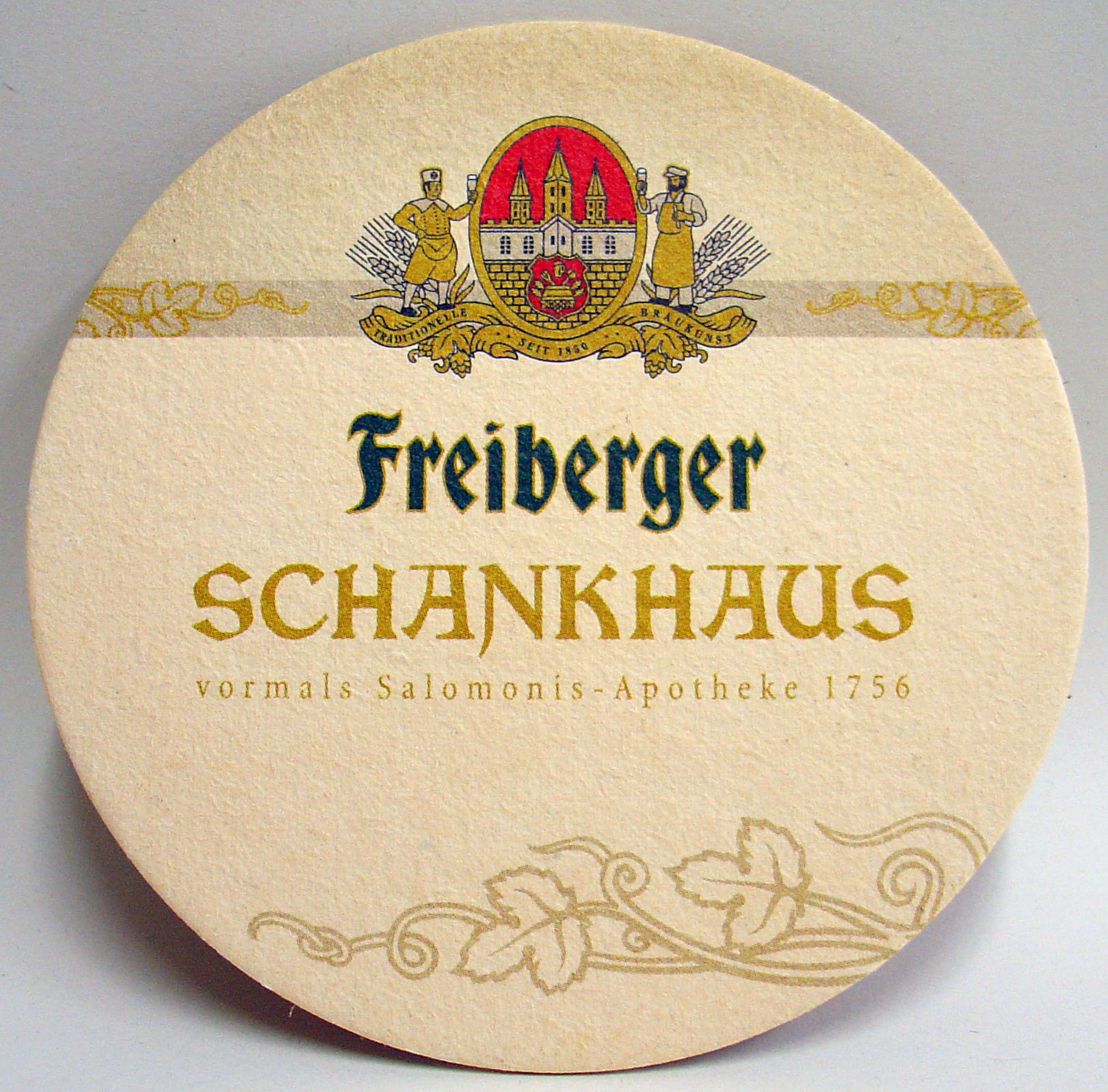
Bierdeckel Freiberger Schankhaus

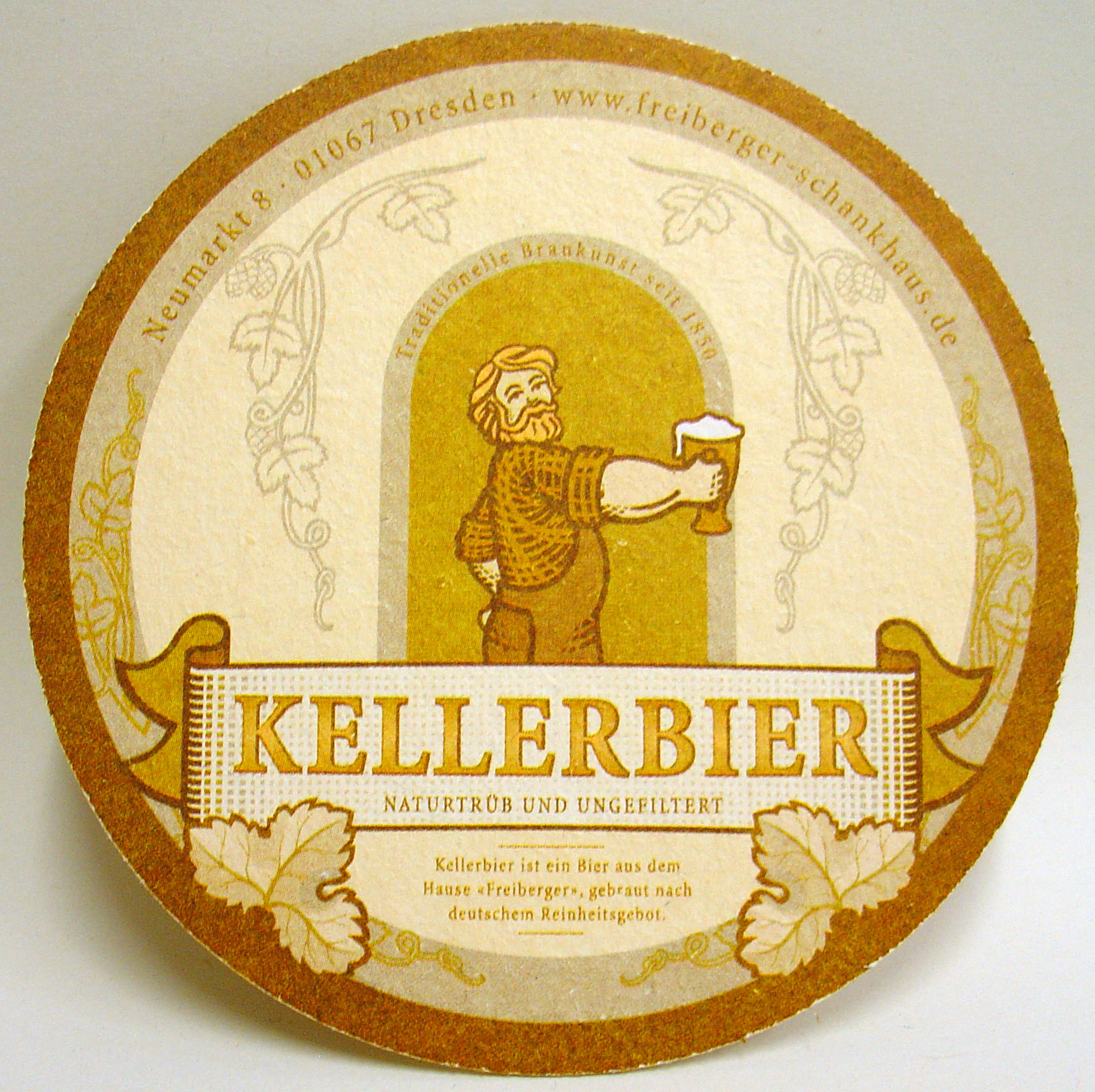
Bierdeckel Kellerbier Rückseite

Das Freiberger Brauhaus GmbH ist eine Brauerei in Freiberg, Sachsen, die zur Radeberger Gruppe im Oetker-Konzern gehört.

## Geschichte
Am 11. August 1850 wurde der „Commun-Brauhof zu Freiberg“ von der Freiberger Braugenossenschaft eröffnet. Das Freiberger Brauhaus braute 1863 als erste Brauerei in Sachsen unter der Bezeichnung „Freiberger Böhmisch“ ein Bier nach Pilsner Art. Sie firmierte ab 1898 als „Bürgerliches Brauhaus Freiberg AG“.
Nach dem Zweiten Weltkrieg lag Freiberg in der Sowjetischen Besatzungszone, und ab 1949 in der DDR. Die Brauerei verlor 1946 ihren Rechtsstatus als Aktiengesellschaft. Im Jahr 1948 wurde sie zum Volkseigenen Betrieb. Später gehörte sie zum VEB Getränkekombinat Karl-Marx-Stadt.
Nach dem Ende der DDR wurde der Betrieb von den Eichbaum-Brauereien AG (Mannheim) übernommen und ging 2000 in der Actris AG des SAP-Gründers Dietmar Hopp auf. In dieser Zeit entstand eine neue Brauerei am nördlichen Stadtrand. Die alte Brauerei am Stadtring wurde aufgegeben. Lediglich die Brauereigaststätte blieb erhalten.
Im Mai 2006 wurde das Unternehmen rückwirkend zum 1. Januar 2006 an die Radeberger Gruppe verkauft, der zu diesem Zeitpunkt schon drei sächsische Brauereien gehörten. 2006 produzierte Freiberger erstmals mehr als eine Million Hektoliter in einem Jahr.

## Sortiment
Aktuell werden im Freiberger Brauhaus folgende Freiberger Biersorten hergestellt:
| Name                                 | Flaschenform | Bemerkung                          |
| ------------------------------------ | ------------ | ---------------------------------- |
| Freiberger Bockbier                  | Longneck     |                                    |
| Freiberger Exportbier                | Longneck     |                                    |
| Freiberger Schwarzbier               | Longneck     |                                    |
| Freiberger Schankbier                | Longneck     |                                    |
| Freiberger Kellerbier                | –            | Produktion nur für die Gastronomie |
| Freiberger Pils                      | Longneck     |                                    |
| Freiberger Alkoholfrei 0,0 %         | Longneck     |                                    |
| Freiberger Naturradler 0,0 % Zitrone | Longneck     |                                    |
| Freiberger Naturradler Zitrone       | Longneck     |                                    |
| Freiberger Naturradler Grapefruit    | Longneck     |                                    |

Vor der Umstellung im Frühjahr 2009 wurden alle Sorten in NRW-Flaschen abgefüllt, außer Freibergisch Jubiläums-Festbier, welches bis dahin in Longneck-Bügelverschlussflaschen verkauft wurde.

## Marketing und Werbung

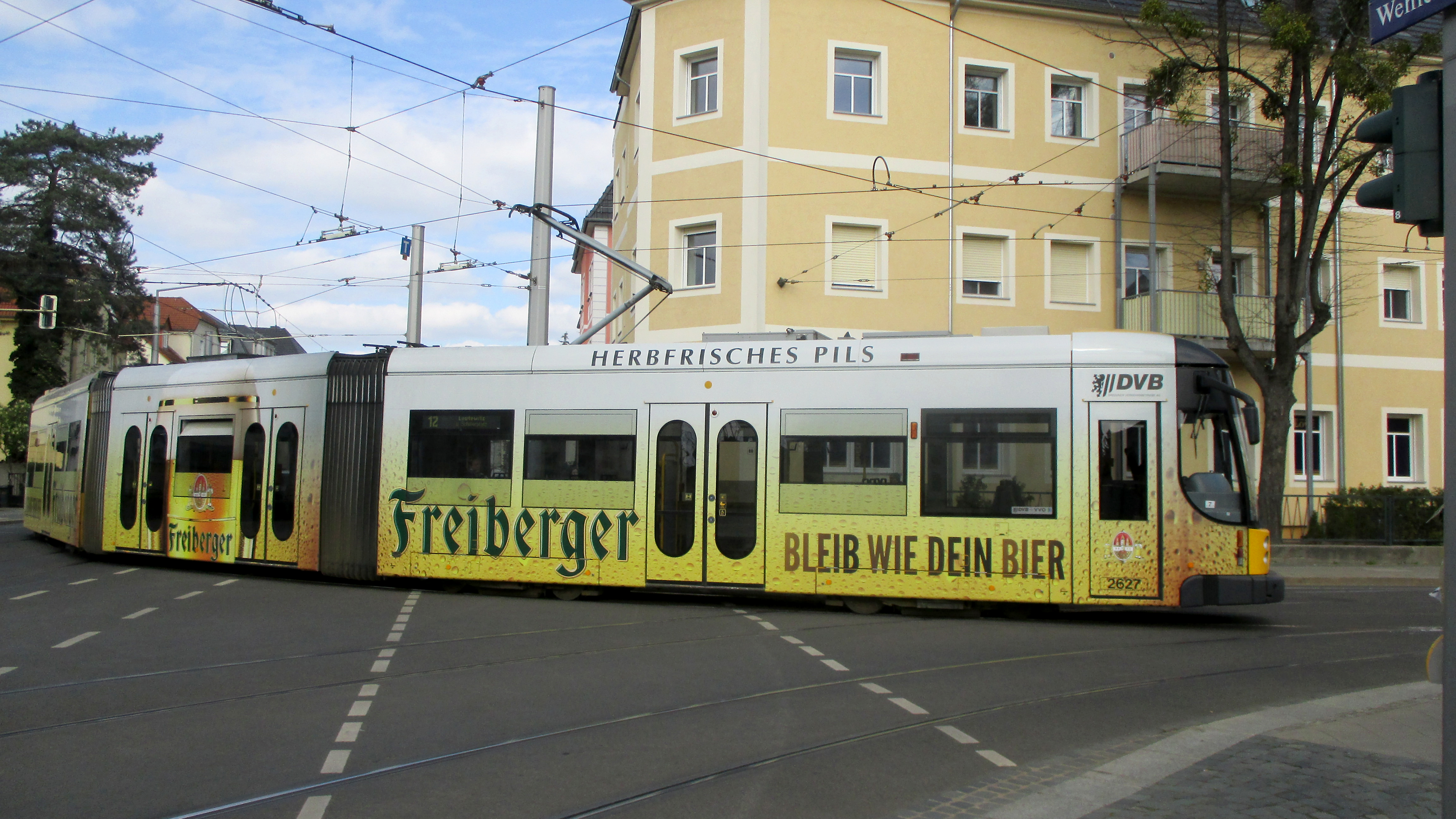
Ehemalige Vollwerbung an einer Dresdner Straßenbahn

Ein Straßenbahnwagen der Dresdner Verkehrsbetriebe wird als Werbefläche für das Freiberger Brauhaus genutzt. Die Vollwerbung wurde mittlerweile entfernt. Im Jahr 2024 ist auf einem Wagenteil eines Straßenbahnwagens Werbung für das „Freiberger Schankhaus“ in Dresden zu finden.
Das Freiberger Brauhaus ist außerdem Premium-Partner der 3 sächsischen Eishockey-Mannschaften der DEL2 (Eispiraten Crimmitschau, Eislöwen Dresden und Lausitzer Füchse).

## Sonstiges
- Das Brauhaus veranstaltet seit mehreren Jahren auf und vor dem Betriebsgelände das „Freiberger Brauhausfest“, das sich zum regionalen Großereignis mit Auftritten bekannter Gruppen und Höhenfeuerwerk entwickelte.
- Von 2004 bis 2006 warb die Leipziger Pop-Band „Die Prinzen“ für das Bier, davor Gunther Emmerlich.
- Das Eissport- und Ballspielzentrum in Dresden trug zwischen 2007 und 2010 den Namen „Freiberger Arena“.